# ラメシュ・サハラム・ベネガル
ラメシュ・サハラム・ベネガル（Ramesh Sakharam Benegal、1926年10月9日 - 2003年4月）は、インドの空軍軍人。
最終階級は空軍准将。アティ・ヴィシシュト・セヴァ勲章（Ati Vishisht Seva Medal）受章。日本の陸軍航空士官学校出身。

## 生涯
1926年10月9日、ビルマのラングーン（現ヤンゴン）生まれ。
第二次世界大戦時にインド国民軍に加わり、戦闘機の飛行士として東京ボーイズに選抜される。1944年、陸軍航空士官学校に入学し、在学中に敗戦を迎え、捕虜となり、1946年に釈放された。
インド帰国後はジョードプル空軍士官学校を卒業し、1952年にインド空軍に入営。印パ戦争では空軍大佐として実戦に初投入されたイングリッシュ・エレクトリック・キャンベラの部隊を指揮した。
退役直前に空軍准将となった。